# Joseph Schumpeter
Joseph Alois Schumpeter (Třešť, 8 febbraio 1883 – Taconic, 8 gennaio 1950) è stato un economista austriaco, tra i maggiori del XX secolo.

## Biografia
Nato in Moravia (Repubblica Ceca), allora parte dell'Impero austro-ungarico, da una famiglia appartenente all'etnia tedesca dei Sudeti, dopo la morte del padre si trasferì con la madre a Graz e, in seguito, a Vienna. Nella capitale dell'Impero, studiò al Theresianum e poi alla facoltà di Diritto, dove si specializzò in economia sotto la guida di Friedrich von Wieser ed Eugen von Böhm-Bawerk.
Dopo la laurea, nel 1907 continuò i suoi studi in Gran Bretagna.
In seguito ad una breve esperienza professionale come avvocato al Cairo, tornò in patria, ottenendo l'incarico di professore d'economia all'Università di Czernowitz, città che ora si trova entro i confini dell'Ucraina.
Insegnò poi a Graz (1911-1918). Dopo la grande guerra, fece parte di una commissione per lo studio delle socializzazioni istituita dalla Repubblica di Weimar. Nel 1919 rivestì, per pochi mesi, la carica di ministro delle finanze nel governo della Prima Repubblica austriaca.
In seguito, tenne la presidenza della banca Biederman, fino al 1924, anno in cui riprese la docenza universitaria, questa volta a Bonn.
Nel 1932 si trasferì definitivamente negli Stati Uniti, dove insegnò alla Harvard University fino a che la morte lo colse nel sonno, l'8 gennaio 1950. Negli Stati Uniti fu presidente della Società Econometrica e dell'American Economic Association.
Ebbe come allievi Paul Samuelson, Paul Sweezy e l'italiano Paolo Sylos Labini.

## Teoria economica

### Equilibrio e sviluppo

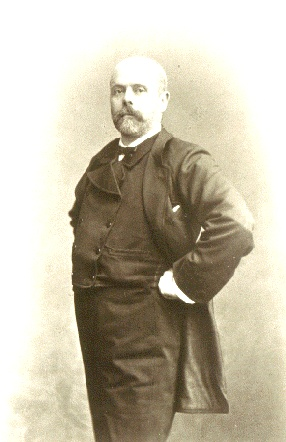
L'economista francese Léon Walras

L'apporto più originale e caratterizzante dato da Schumpeter alla teoria economica è, probabilmente, costituito dalla sua concezione dello sviluppo, la quale, nonostante la sua geniale originalità, non supera le difficoltà del paradigma neoclassico che lo stesso Schumpeter intendeva risolvere.
Nella sua opera prima, L'essenza e i principi fondamentali dell'economia teorica (1908), aveva sostenuto l'affinità dell'economia alle scienze naturali, sostenendo che il suo studio dovesse essere tenuto separato da quello delle scienze sociali. Seguiva così le concezioni di Léon Walras, l'economista da lui più stimato, padre della prima formulazione completa della teoria di equilibrio economico generale, secondo cui il sistema economico si adattava ai fattori esogeni (istituzioni, evoluzioni politiche, eventi storici, ecc.) ed endogeni (preferenze dei consumatori, sviluppo tecnico, ecc.), tendendo all'equilibrio. Ma Schumpeter andò oltre: con il basilare Teoria dello sviluppo economico (1912), l'economista austriaco aggiunse a questo approccio "statico", un approccio "dinamico", adatto a spiegare la realtà dello sviluppo.
Ecco l'originale definizione di sviluppo data da Schumpeter: «Ogni produzione consiste nel combinare materiali e forze che si trovano alla nostra portata. Produrre altre cose o le stesse cose in maniera differente, significa combinare queste cose e queste forze in maniera diversa». In un'ipotetica economia basata sul modello statico, i beni vengono prodotti e venduti secondo la mutevole domanda dei consumatori ed il ciclo economico assorbe le influenze della storia, ma i prodotti scambiati rimangono sempre gli stessi, le strutture economiche non mutano, eccetera.
Schumpeter fa notare che questo modello di economia non corrisponde alla realtà e lo supera con il già menzionato approccio "dinamico", in cui un nuovo soggetto, l'imprenditore, introduce nuovi prodotti, sfrutta le innovazioni tecnologiche, apre nuovi mercati, cambia le modalità organizzative della produzione. L'imprenditore può fare questo in quanto dispone dei capitali messigli a disposizione dalle banche, che remunera con l'interesse, ossia una parte del profitto aggiuntivo realizzato grazie all'innovazione.
La teoria delle innovazioni consente a Schumpeter di spiegare l'alternarsi, nel ciclo economico, di fasi espansive e fasi recessive. Le innovazioni non vengono introdotte in misura costante, ma si concentrano in alcuni periodi di tempo - che, per questo, sono caratterizzati da una forte espansione - a cui seguono le recessioni, in cui l'economia rientra nell'equilibrio di flusso circolare. Un equilibrio però, non uguale a quello precedente, ma mutato dall'innovazione. Le fasi di trasformazione sotto la spinta di innovazioni maggiori vengono definite da Schumpeter di "distruzione creatrice" (o "distruzione creativa"), alludendo, con questa espressione, al drastico processo selettivo che le contraddistingue, nel quale molte aziende spariscono, altre ne nascono, e altre si rafforzano.

### Le opere del periodo statunitense

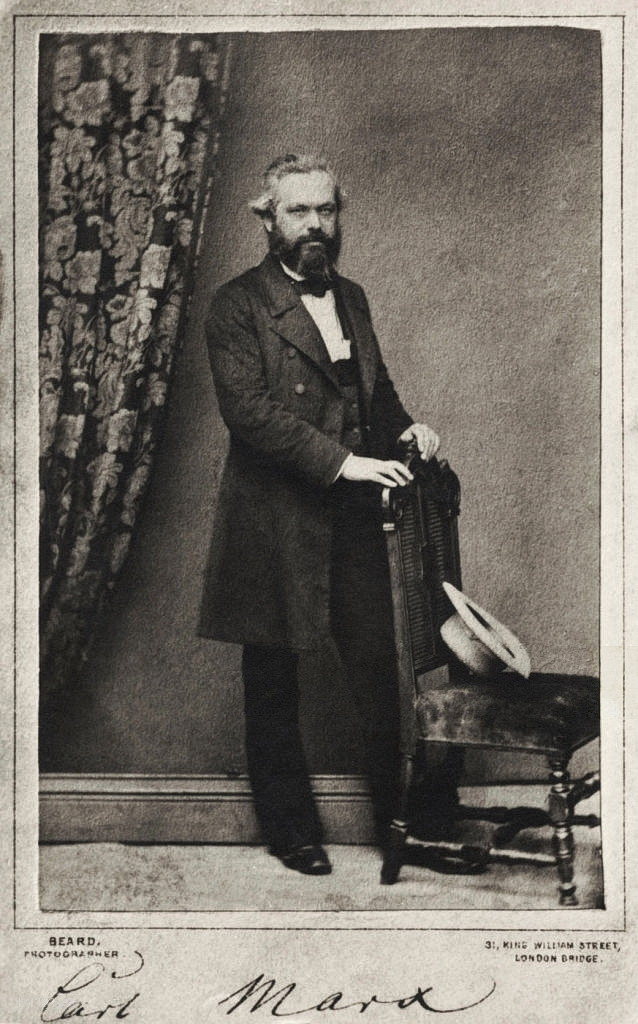
Karl Marx: studiò le fasi cicliche del capitalismo

Abbandonata nel 1932  una Germania che stava per cadere nel nazismo (il 30 gennaio 1933 Hitler diverrà cancelliere) a favore degli Stati Uniti d'America e dell'Università di Harvard, Schumpeter continuò ad affinare le sue teorie anche nella nuova sede statunitense.
Del 1939 è l'uscita di Cicli Economici, in cui rielabora e perfeziona i concetti già espressi nella Teoria dello sviluppo economico. Il ciclo economico si scompone così in diversi momenti (espansione, recessione, depressione, ripresa), che operano su diverse scale temporali, le cosiddette "onde", a seconda dell'importanza delle innovazioni introdotte.
Così le innovazioni davvero epocali (macchina a vapore, petrolio, ecc.) si susseguono a cicli particolarmente lunghi, intorno ai cinquanta anni (cicli Kondratiev), quelle di valore intermedio esauriscono il ciclo in tempi minori (cicli Juglar) e così a discendere, fino a quelle di valore minimo (cicli Kitchin).
Il 1942 è l'anno di Capitalismo, socialismo e democrazia. Si tratta di un'opera in cui convivono diversi ambiti economici, politici e sociologici. Schumpeter la inizia ponendo i confini tra la sua teoria e quella marxiana. Per Marx, come per l'economista austriaco, il capitalismo si sviluppa in fasi cicliche per fattori interni (peraltro, diversi: il plusvalore per il primo, l'innovazione per il secondo) e, per entrambi, è destinato ad essere sostituito dal socialismo. Schumpeter rifiuta però la concezione di Marx delle istituzioni sociali come mere sovrastrutture dei rapporti di produzione e, soprattutto, non concorda con il filosofo di Treviri circa le cause per cui il capitalismo entrerà in crisi irreversibile.
Per Schumpeter sarà, infatti, proprio il successo del capitalismo a renderne inevitabile il declino. Con il processo di distruzione creatrice che la caratterizza, l'economia borghese sostituisce i vecchi modi di produrre e pensare, promuovendo lo sviluppo, ma distrugge anche i valori tipici dell'ancien régime, importante supporto alla stabilità. Soprattutto, mentre nella grande impresa capitalistica il ruolo dell'imprenditore, creativo e diretto all'innovazione, verrà sempre più sostituito dalla mentalità burocratica e tendente all'immobilismo dei manager, nella società si affermeranno, ad opera degli intellettuali, valori contrari allo sviluppo capitalistico, facendo sì che i capitalisti stessi prima si vergognino del proprio ruolo ed, infine, rinuncino ad esso.
A quel punto, una qualsiasi forma di socialismo sarà l'inevitabile esito del capitalismo monopolistico, o meglio, della eutanasia di quest'ultimo. Il passaggio al socialismo non avverrà, infatti, a causa di una rivoluzione violenta, come profetizzato dai marxisti e realizzato dai bolscevichi, ma con un processo graduale, per vie parlamentari - ogni accelerazione rivoluzionaria, come quella sovietica, avrebbe unicamente causato innumerevoli lutti - e darà vita ad un sistema socialista compatibile con la democrazia, in cui si vedrà la concorrenza di gruppi corporativi, non più regolata dal mercato, bensì dallo stato. A proposito di quest'opera, Schumpeter dichiarò non aver inteso scrivere un manifesto politico (era, del resto, un conservatore e non nutriva alcuna simpatia per il socialismo), ma semplicemente un'analisi sociale.
L'ultima opera importante, Storia dell'analisi economica, uscì postuma, nel 1954, curata dalla vedova Elizabeth Boody e dagli allievi Richard M. Goodwin e Paul Sweezy.

## Lo scienziato politico
L’assimilazione del leader politico all’imprenditore è moderna e risale ad un ambiente culturale che "riconduce alla figura del capitalista-eroe, descritta da Max Weber e da Werner Sombart e rappresentata da Thomas Mann: ma è in Schumpeter che si assimila il moderno leader politico "a un imprenditore, il cui profitto è il potere, il cui potere si misura a voti, i cui voti dipendono dalla sua capacità di soddisfare le richieste degli elettori. Alla concorrenza fra gli imprenditori per la conquista dei mercati fa così riscontro la competizione fra i leader dei partiti: nasce la formula della democrazia competitiva, che è vista anzi come l’essenza stessa della democrazia politica, la sua condizione di esistenza".
In Capitalismo, socialismo, democrazia si criticava la concezione «in cui il democratico (...), mentre accetta postulati che comportano numerosi corollari sull'eguaglianza e la fraternità, potrà anche accettare in perfetta buona fede quasi tutte le deviazioni che il suo comportamento o il suo stato possono giustificare. (...) Il problema del modo in cui le diverse proposizioni implicite nella fede democratica si collegano ai fatti della politica finisce per divenire irrilevante, così come per il cattolico fervente è irrilevante il problema se le azioni di Alessandro VI si concilino con l'alone soprannaturale che circonda il papato».
Con il ricorso alla scienza della politica - invece che alle teorie valutative del bene pubblico - egli afferma quindi l’esigenza di affermare una concezione non teleologica del bene comune, per comprendere il funzionamento delle moderne democrazie: essa spiega le alternanze del ceto politico non già come dati patologici, dovuti alla "decadenza" della Costituzione, ma come elementi fisiologici in un sistema politico in cui la selezione deriva da una competizione aperta.
L’idea su cui si incardina la teoria della leadership concorrenziale di Schumpeter ha dato luogo, in sociologia politica, alla teoria dello scambio politico.

### Lo scambio politico
"L’assunto di base riguardo al «chi governa» è quello elitistico tradizionale: sempre – e dunque anche nei regimi democratici – è l’élite la protagonista della prassi politica, e non già il popolo come pretendeva la dottrina classica; «le collettività agiscono quasi esclusivamente accettando una leadership» a cui competono le scelte legislative e amministrative fatte in nome della comunità. In democrazia la prerogativa (e il compito) dei cittadini è unicamente quella di produrre periodicamente un governo a cui delegare la gestione dei problemi comuni, senza interferire nell’attività dei reggitori e senza partecipare al processo politico se non nel corso delle elezioni. Solo allora il popolo «ha l’opportunità di accettare o rifiutare gli uomini che dovranno governarlo»; per il resto il suo ruolo è politicamente passivo. In questa visione della pratica democratica non c’è posto per pressioni dal basso e per il «metodo dei cahiers»: al di fuori dei momenti elettorali la democrazia è (e deve rimanere) «il governo dell’uomo politico» e non quello dei dilettanti e tantomeno quello della piazza irrazionale".
La "democrazia dei moderni" è quindi caratterizzata dall'attrazione nella contesa politica di sempre nuovi interessi al cui soddisfacimento si candidano volta a volta nuovi soggetti politici; il voto popolare, mediante le elezioni, è la regola procedurale che decide volta a volta quale soggetto politico garantisce un più esteso fronte di interessi emergenti dalla società. Nasce così la teoria dello scambio politico: se la democrazia è uno «strumento istituzionale per giungere a decisioni politiche in base al quale singoli individui ottengono il potere di decidere attraverso una competizione che ha per oggetto il voto popolare», essa è assimilabile a un mercato concorrenziale dove alcuni imprenditori elettorali si disputano i voti dei cittadini consumatori di politiche pubbliche per ottenere profitti politici: l'accesso ai ruoli di comando, le cariche pubbliche, l’autorità o come dir si voglia".

## Opere
- Joseph A. Schumpeter, Passato e futuro delle scienze sociali, Liberilibri, Macerata, 2011. A cura di Adelino Zanini.
- Joseph A. Schumpeter, Il capitalismo può sopravvivere? La distruzione creatrice e il futuro dell'economia globale, ETAS, Milano, 2010.
- Joseph A. Schumpeter, Teoria dello sviluppo economico, ETAS, Milano, 2002. Traduzione della sesta edizione tedesca (1964), sulla scorta anche dell'edizione inglese del 1934, della Theorie der wirtschaftlichen Entwicklung, 1911, con Introduzione di Paolo Sylos Labini.
- Joseph A. Schumpeter, Capitalismo, socialismo e democrazia, ETAS, Milano, 2001. Traduzione di Capitalism, Socialism and Democracy, George Allen & Unwin, Londra, 1954, con Introduzione di Francesco Forte.
- Joseph A. Schumpeter, Storia dell'analisi economica, Boringhieri, Torino, 1982. Edizione ridotta della History of Economic Analysis, Oxford University Press, New York, 1954, a cura di Claudio Napoleoni, con nota biografica nella seconda di copertina.
- Joseph A. Schumpeter, Storia dell'analisi economica, Bollati Boringhieri, Torino, 1990. Traduzione completa della History of Economic Analysis con Introduzione e nota biografica di Giorgio Lunghini.
- Joseph A. Schumpeter, Sociologia dell'imperialismo, Laterza, Bari, 1981.